# Museu del Vi d'Ehnen
El Museu de Vi (Musée du Vin), localitzat a Ehnen, a la zona de Mosel·la a Luxemburg, il·lustra l'art de fer vi amb exposicions d'eines tradicionals i sistemes d'embotellat, juntament amb fotografies i documents vells. Obert per l'estat el 1978, ocupa la casa d'un anterior vinater decorat amb mobiliari i eines de l'època.
Ubicat a prop d'un riu, la casa vella va pertànyer a diverses generacions de la família Wellenstein. La finca també conserva una boteria que mostra com es feien els tonells així com diversos sistemes antics per calcular el pes i altres mesures. Hi ha també una petita vinya amb totes les varietats locals.